# Jean-Denis Bredin
Jean-Denis Bredin (París, 17 de mayo de 1929-París, 1 de septiembre de 2021) fue un abogado y escritor francés. Miembro de la Academia Francesa desde el 15 de junio de 1989 ocupando el asiento número 3, en el que sustituyó a Marguerite Yourcenar.

## Biografía
Realizó estudios superiores en la Facultad de Derecho y en la Facultad de Letras de París. Fue especialista en derecho civil y mercantil. Desde 1990, era el presidente del Institut Pierre-Mendès-France.

## Obras literarias
- La République de Monsieur Pompidou, Fayard, París, 1974.
- Les Français au pouvoir, Grasset, París, 1977.
- Joseph Caillaux, Hachette, París, 1980.
- L’Affaire, Julliard, París, 1983. Grand Prix Gobert 1984 (en televisión: L'Affaire Dreyfus, adaptado por Yves Boisset en 1995)
- Un coupable, Gallimard, París, 1985.
- L’Absence, Gallimard, París, 1986.
- La Tâche (cuentos), Gallimard, París, 1986.
- Sieyès : la clé de la Révolution française, Librairie générale française, París, 1990.
- Un enfant sage (novela), Gallimard, París, 1990.
- Battements de cœur, Fayard, París, 1991.
- Bernard Lazare, Fallois, París, 1992.
- Comédie des apparences, Odile Jacob, París, 1994.
- Encore un peu de temps, Gallimard, Paris, 1996.
- Une singulière famille : Jacques Necker, Suzanne Necker et Germaine de Staël, Fayard, París, 1999.
- Rien ne va plus, Fayard, París, 2000.
- Lettre à Dieu le Fils, Grasset, Paris, 2001.
- Un tribunal au garde-à-vous. Le procès de Pierre Mendès France, 9 mai 1941, Fayard, París, 2002.
- Et des amours desquelles nous parlons, Fayard, París, 2004.
- On ne meurt qu'une fois, Charlotte Corday, Fayard, 2006.
- Trop bien élevé, autobiografíaí, Grasset, 2007.